# Ester Bonet
Ester Bonet Solé (Barcelona, 30 de diciembre de 1950) es una filóloga y lingüista española especializada en lengua catalana. Es especialista en terminología deportiva y en el análisis del discurso a partir de la perspectiva de género.

## Trayectoria
Licenciada en Educación física y Filología catalana, y con un máster en Lingüística aplicada por la Universidad de Barcelona, se ha dedicado profesionalmente a la terminología deportiva, campo en que ha desarrollado actividades de investigación, asesoramiento y formación. Inició su relación con la lexicología y la terminología deportiva en 1986, coincidiendo con la designación olímpica de Barcelona. Desde entonces, ha participado en la redacción del Diccionario del deporte (1989) y ha coordinado la publicación de los veintinueve diccionarios de deportes olímpicos del TERMCAT. Conocedora de primera mano de la neología que se produce día a día en el ámbito deportivo, ha asesorado el TERMCAT desde la fundación, el 1985, y ha dirigido el Servicio Lingüístico de la Unión de Federaciones Deportivas de Cataluña (UFEC) desde el 1991.

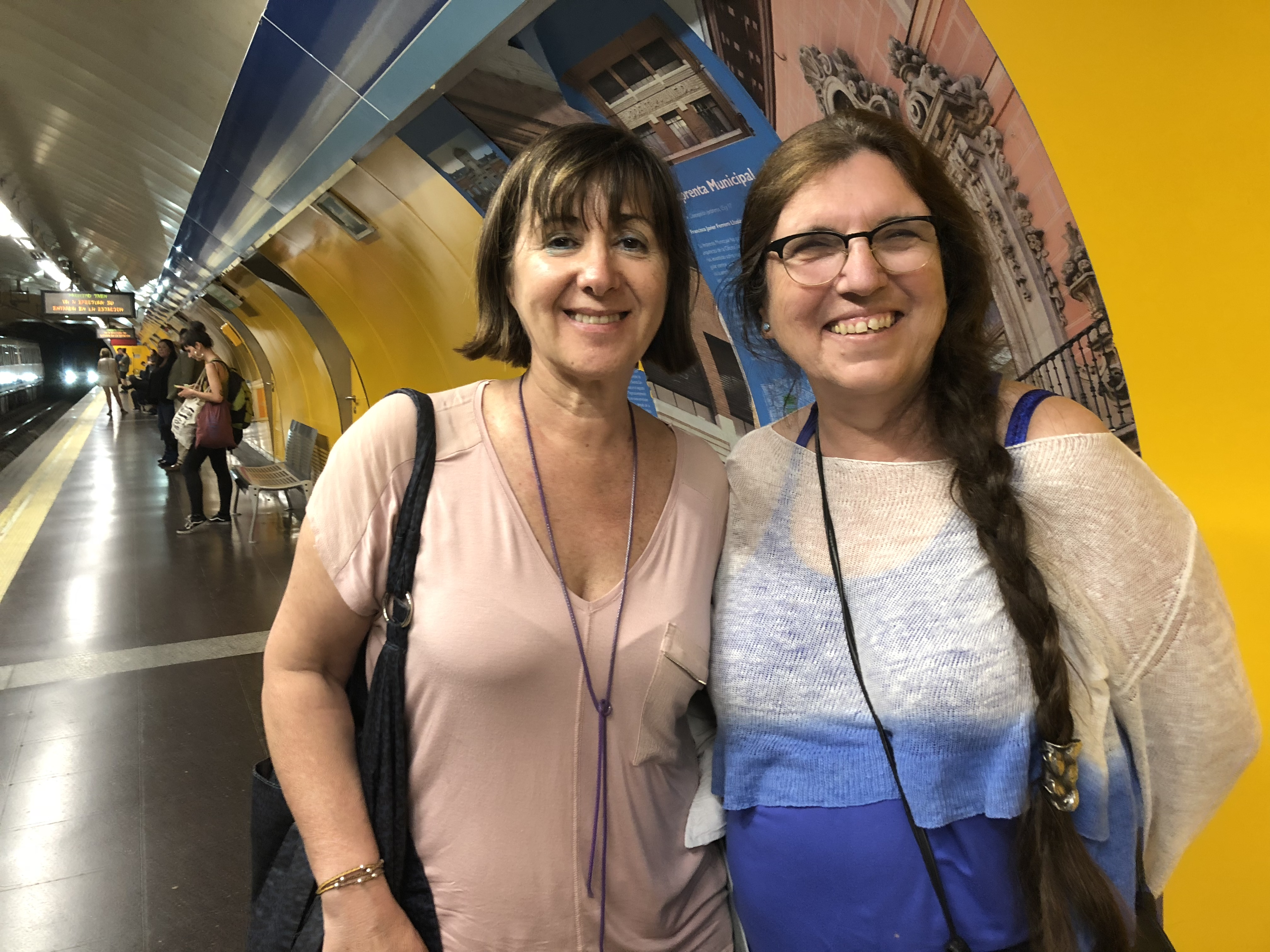
Ester Bonet con la filósofa feminista Ana de Miguel

Desde 2009 forma parte del consejo de redacción y es coordinadora editorial de la revista Terminàlia, que publica la Sociedad Catalana de Terminología, de la cual es miembro y ha formado parte de su Junta Directiva, ocupando varios cargos. De hecho, en sus orígenes como Asociación Catalana de Terminología (ACATERM) fue miembro fundacional. Ha sido una de las firmantes del manifiesto del Grupo Koiné en favor del catalán como lengua oficial única en Cataluña, retirando la oficialidad al castellano.
Bonet es también especialista en el análisis del discurso a partir de la perspectiva de género. En este sentido, ha sido una de las impulsoras del proyecto Viquidones, que tiene como objetivo reducir la brecha de género en Wikipedia, intentando corregir la subrepresentación de las mujeres en esta enciclopedia. En marzo de 2016 creó el artículo 500.000 en la Viquipèdia catalana. Con una entrada dedicada a la pintora noruega Oda Krohg, consiguió lograr el reto que se habían trazado los viquipedistas catalanes.